# Gaston Degy
Gaston Degy (Jussey, 3 april 1890 - Versailles, 2 februari 1964) was een Franse beroepsrenner, zowel actief op de weg als in het veldrijden van 1914 tot 1926, onderbroken door de Eerste Wereldoorlog.

## Eerste winnaar
In 1924 was hij de winnaar van het eerste Internationaal Veldritcriterium dat in Frankrijk werd gehouden, waaraan ook buitenlanders deelnamen. Het werd georganiseerd tot en met 1949 en wordt beschouwd als het officieuse wereldkampioenschap bij de elite. Vanaf 1950 werd het eerste officiële wereldkampioenschap veldrijden georganiseerd. In 1920 was Degy in Frankrijk kampioen geworden in het veldrijden.

## Resultaten in voornaamste wedstrijden
| Jaar | Ronde van Italië | Ronde van Frankrijk | Ronde van Spanje |
| ---- | ---------------- | ------------------- | ---------------- |
| 1914 |                  | 40e                 |                  |
| 1921 |                  | opgave              |                  |
| 1922 |                  | 10e                 |                  |
| 1923 |                  | 16e                 |                  |
| 1924 |                  | 15e                 |                  |
| 1926 |                  |                     |                  |

| Jaar | Milaan-San Remo | Parijs-Roubaix | Parijs-Tours |
| ---- | --------------- | -------------- | ------------ |
| 1914 |                 | 69e            | 36e          |
| 1921 |                 | 27e            |              |
| 1922 |                 | 49e            | 20e          |
| 1923 |                 | 7e             |              |
| 1924 |                 | 7e             | 16e          |
| 1926 | 17e             |                |              |

In de Ronde van Frankrijk 1922 werd hij tiende in de rangschikking en zevende in Parijs-Roubaix van 1923 en 1924 (samen met een pelotonnetje).